# Lower Southampton
Lower Southampton è una township degli Stati Uniti d'America, nella contea di Bucks nello Stato della Pennsylvania. Secondo il censimento del 2010 la popolazione è di 18.909 abitanti.

## Società

### Evoluzione demografica
La composizione etnica vede una maggioranza di quella bianca (96,34%), seguita dagli asiatici (1,37%) dati del 2000.
| township di Lower Southampton Popolazione |        |
| 2000                                      | 19.276 |
| 2010                                      | 18.909 |